# Quân chủ Bỉ
Quân chủ Bỉ (tiếng Hà Lan: Belgische monarchie; tiếng Pháp: Monarchie belge; tiếng Đức: Belgische Monarchie) là người giữ ngai vàng của Vương quốc Bỉ, đồng thời cũng là nguyên thủ quốc gia của nước này. Được thành lập vào năm 1830, sau khi Bỉ tuyên bố độc lập khỏi Vương quốc Hà Lan và nghị viện Bỉ đã bầu Công tử Leopold, con trai của Franz xứ Sachsen-Coburg-Saalfeld nắm quyền trị vì vương quốc mới được thành lập. Tính từ năm 1830 cho đến nay, Vương quốc Bỉ đã trải qua 8 đời quân chủ và được xem là nhà nước quân chủ trẻ nhất châu Âu còn tồn tại. 
Quân chủ của Bỉ được phong là Vua hay Nữ vương của người Bỉ (tiếng Hà Lan: Koning(in) der Belgen; tiếng Pháp: Roi / Reine des Belges; tiếng Đức: König(in) der Belgier) và là Tổng tư lệnh lực lượng vũ trang của đất nước. 
Vị vua hiện tại của vương quốc là Philippe, lên ngôi vào ngày 21 tháng 7 năm 2013, sau sự thoái vị của cha ông là Albert II. Nhân vật đang đứng đầu trong danh sách kế vị ngai vàng là Vương nữ Élisabeth, Nữ Công tước xứ Brabant, con gái trưởng của vị quốc vương hiện tại của Bỉ. Tất cả quân chủ Bỉ đều xuất thân từ Vương tộc Sachsen-Coburg và Gotha. 
Theo quy định của Hoàng gia Bỉ, người con trưởng của nhà vua, đứng đấu trong danh sách kế vị ngai vàng sẽ được trao tước hiệu Công tước xứ Brabant, giống như trường hợp của Vương quốc Anh, người thừa kế ngai vàng tương lai sẽ được nhận tước hiệu Thân vương xứ Wales, hay người thừa kế ngai vàng tương lai của Tây Ban Nha là Thân vương xứ Asturias. Trong khi đó, người con trưởng của Công tước xứ Brabant, với quyền thừa kế cao thứ 2 trong danh sách kế vị sẽ nhận tước hiệu Bá tước xứ Hainaut. 